# Phlox alyssifolia
Phlox alyssifolia är en blågullsväxtart. Phlox alyssifolia ingår i släktet floxar, och familjen blågullsväxter.

## Underarter
Arten delas in i följande underarter:
- P. a. abdita
- P. a. alyssifolia
- P. a. collina

## Bildgalleri

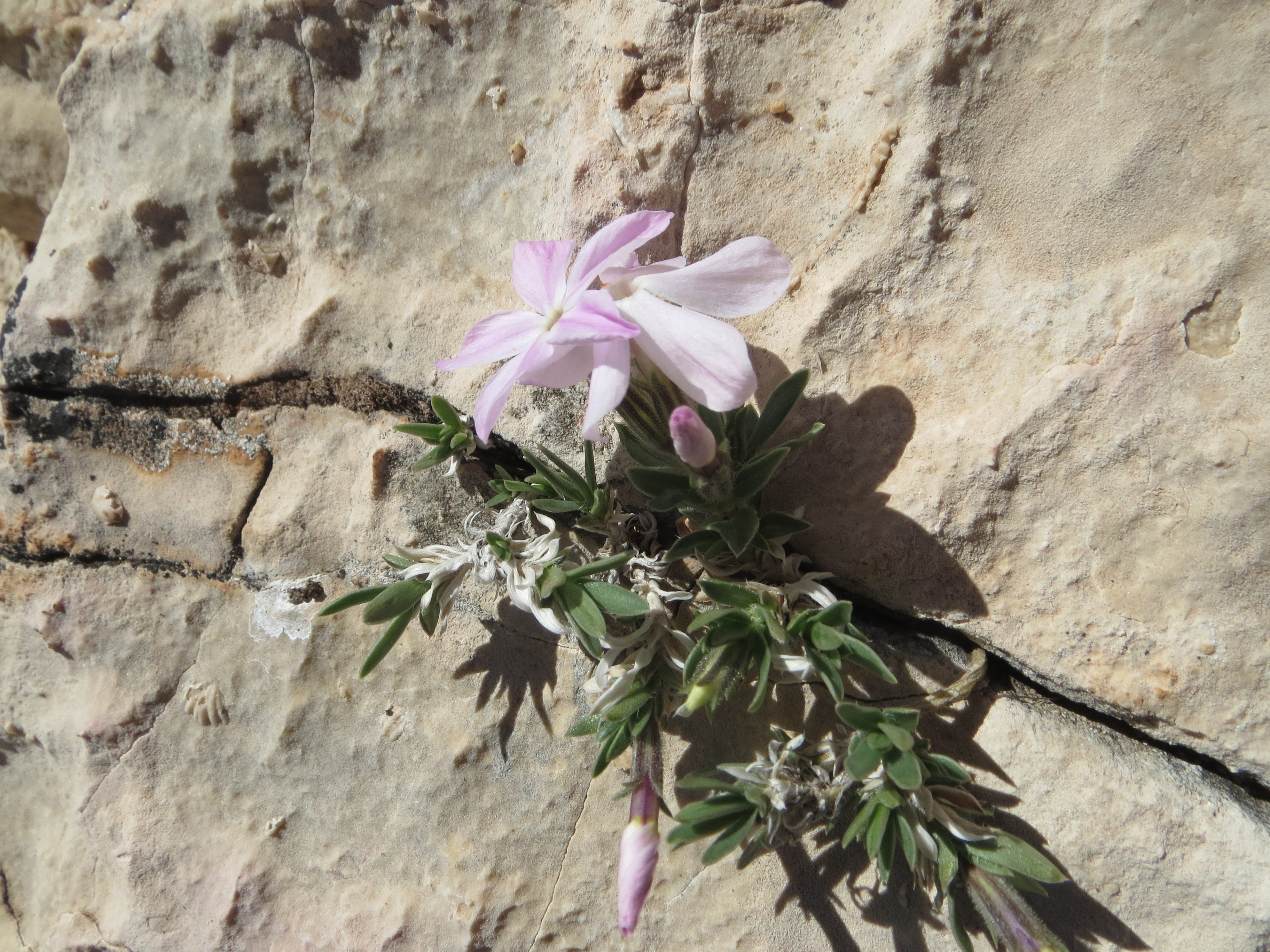
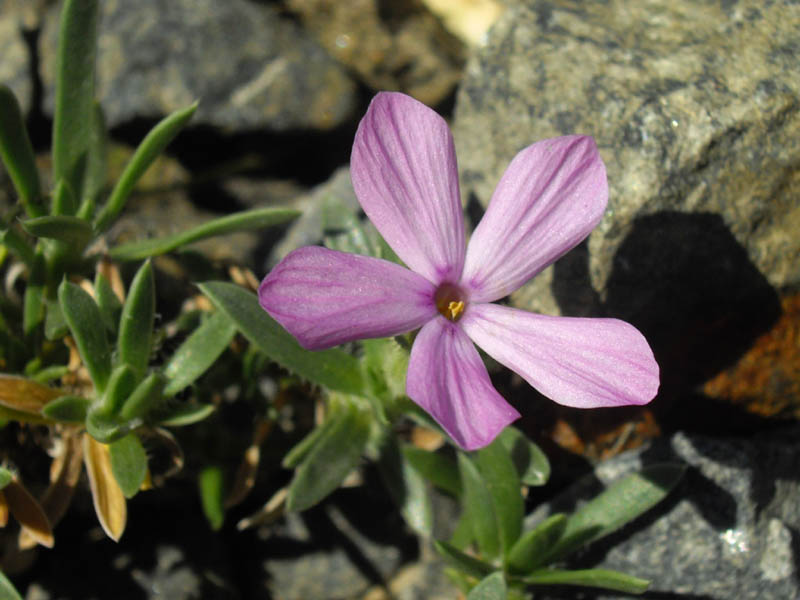